# Detroit Circuit
Detroit Circuit var en racerbana i Detroit i USA på vilken USA:s Grand Prix East och USA:s Grand Prix kördes under 1980-talet. Tävlingarna på banan benämndes även Detroits Grand Prix.

## F1-vinnare
| Säsong | Förare           | Tillverkare    |
| ------ | ---------------- | -------------- |
| 1988   | Ayrton Senna     | McLaren-Honda  |
| 1987   | Ayrton Senna     | Lotus-Honda    |
| 1986   | Ayrton Senna     | Lotus-Renault  |
| 1985   | Keke Rosberg     | Williams-Honda |
| 1984   | Nelson Piquet    | Brabham-BMW    |
| 1983   | Michele Alboreto | Tyrrell-Ford   |
| 1982   | John Watson      | McLaren-Ford   |